# آنخل برو
آنخل برو (انگلیسی: Ángel Brau؛ زادهٔ ۲۴ ژوئن ۱۹۷۵) بازیکن فوتبال اهل اسپانیا است.